# هيكتور فيرغارا
هيكتور فيرغارا (بالإنجليزية: Héctor Vergara)‏ (مواليد 15 ديسمبر 1966) مساعد حكم كرة قدم كندي . شارك في تحكيم مباريات بطولات كأس العالم 2002 ، 2006 ، و 2010 .